# Burning in the Skies
«Burning in the Skies» (с англ. — «Горя в небесах») — третий сингл из четвёртого студийного альбома A Thousand Suns группы Linkin Park.
«Burning in the Skies», как и ещё 5 песен из A Thousand Suns, доступен в «Linkin Park Track Pack» в качестве загружаемого контента к видеоигре Guitar Hero: Warriors of Rock. Он выпущен 19 октября 2010.
Песня транслировалась по радио в Австралии до объявления её синглом.

## Список композиций
| №  | Название                      | Длительность |
| -- | ----------------------------- | ------------ |
| 1. | «Burning in the Skies» (Edit) | 4:01         |

| №  | Название               | Длительность |
| -- | ---------------------- | ------------ |
| 1. | «Burning in the Skies» | 4:13         |
| 2. | «Blackout» (Live)      | 4:36         |

| №  | Название                                    | Длительность |
| -- | ------------------------------------------- | ------------ |
| 1. | «Burning in the Skies»                      | 4:13         |
| 2. | «Blackout» (Live)                           | 4:36         |
| 3. | «Empty Spaces/When They Come for Me» (Live) | 5:21         |

## Видеоклип
Официальное музыкальное видео режиссируется Джо Ханом. 22 февраля оно появилось в Сети. Из всех клипов, снятых на синглы из альбома A Thousand Suns, именно «Burning in the Skies» сделано с явной оглядкой на концепцию альбома — тему конца света от ядерного взрыва. Клип снят в режиме slo-mo и демонстрирует несколько человеческих историй — простых, бытовых. Но все они оказываются перечёркнуты ядерным взрывом (в клипе взрыв происходит в тот момент песни, когда начинается гитарное соло).

## Живые выступления
Песня впервые была исполнена вживую в Мельбурне, Австралия 13 декабря 2010 во время мирового тура A Thousand Suns, её припев был спет Майком Шинодой и Честером Беннингтоном после бриджа «Bleed It Out» на нескольких шоу тура.

## Саундтрек
Песня была включена в российское издание саундтрека к фильму «Трансформеры 3: Тёмная сторона Луны», однако в самом фильме она не играла.
Также песня была использована в мультфильме «Как приручить дракона 2».

## Чарты
| Чарт (2011)            | Позиция |
| ---------------------- | ------- |
| Austrian Singles Chart | 35      |
| German Singles Chart   | 43      |
| German Airplay Chart   | 26      |
| Swiss Singles Chart    | 41      |